# Водолага
Водола́га (укр. Водолага; до 2016 г. — Ревода́ровка) — село, Царедаровский сельский совет, Лозовский район, Харьковская область, Украина.
Код КОАТУУ — 6323985505. Население по переписи 2001 года составляет 176 (80/96 м/ж) человек.

## Географическое положение
Село Водолага находится на расстоянии полукилометра от сёл Дивизийное и Рубежное.
По селу протекает пересыхающий ручей с запрудой.

## История
- 1917 — дата переименования хутора в село Революцио́нная Да́ровка.
- 2016 — село Реводаровка было "декоммунизировано" и переименовано в село Водолага.